# Kotschya uguenensis
Kotschya uguenensis är en ärtväxtart som först beskrevs av Paul Hermann Wilhelm Taubert, och fick sitt nu gällande namn av Frank White. Kotschya uguenensis ingår i släktet Kotschya och familjen ärtväxter. Inga underarter finns listade i Catalogue of Life.